# Chostonectes sharpi
Chostonectes sharpi är en skalbaggsart som beskrevs av Sharp 1882. Chostonectes sharpi ingår i släktet Chostonectes och familjen dykare. Inga underarter finns listade i Catalogue of Life.